# Ansi Agolli
Ansi Agolli (11 de octubre de 1982) es un exfutbolista albanés que jugaba de mediocampista. Tras retirarse inauguró una academia en Nueva York junto al también futbolista Bljedi Bardic.

## Selección nacional
Fue internacional con la selección de fútbol de Albania, jugó 73 partidos y anotó 3 goles.

## Clubes
| Club              | País           | Año       |
| ----------------- | -------------- | --------- |
| K. F. Tirana      | Albania        | 2001-2005 |
| Neuchatel Xamax   | Suiza          | 2005-2006 |
| F. C. Luzern      | Suiza          | 2006      |
| Vaasan Palloseura | Finlandia      | 2006-2008 |
| K. F. Tirana      | Albania        | 2008      |
| F. C. Kryvbas     | Ucrania        | 2009-2010 |
| F. K. Qarabağ     | Azerbaiyán     | 2010-2011 |
| F. C. Kryvbas     | Ucrania        | 2011      |
| F. K. Qarabağ     | Azerbaiyán     | 2012-2019 |
| New York Cosmos   | Estados Unidos | 2019-2020 |